# 2MASS J07511645-2530432
2MASS J07511645-2530432 ist ein Ultrakühler Zwerg im Sternbild Achterdeck des Schiffs. Er wurde 2008 von Ngoc Phan-Bao et al. entdeckt. Er gehört der Spektralklasse L1.1 V an. Das Objekt befindet sich mit seiner Masse an der Grenze zwischen Braunem Zwerg und Rotem Zwerg.